# Moritz Vetter-Lilie
Moritz Vetter-Lilie, též Mořic hrabě Vetter z Lilie (22. srpna 1856 Opava – 7. září 1945 Retz), byl moravský šlechtic, rakouský a československý politik německé národnosti, předseda vídeňské Říšské rady a meziválečný senátor Národního shromáždění ČSR za Německou křesťanskosociální stranu lidovou.

## Biografie
Pocházel ze šlechtického rodu Vetterů z Lilie (von der Lilie), který svůj původ odvozuje z vedlejší větve rodu Valois a jehož sídla se rozkládala na Moravě a ve Štýrsku. Na Moravě bylo centrem jejich domény panství a zámek Nová Horka na Novojičínsku (byl též majitelem panství Trnávka). Jeho otec, Felix Vetter z Lilie byl v letech 1884-1906 moravským zemským hejtmanem.
Ve Štýrském Hradci se v listopadu 1884 oženil s hraběnkou Karolinou von Wimpffen (1861–1902) se kterou měl jednoho syna:
- Franz (8. 9. 1885 Nová Horka – 22. 9. 1958 Vídeň), I. 1930 manž. Stephanie (Steffi) von Stutterheim (3. 1. 1894 Vídeň – 8. 4. 1940 tamtéž), II. manž. 1949 Elma Ubaldini Della Carda (15. 8. 1889 – 8. 5. 1964)[2]

Po smrti první manželky se v dubnu 1907 ve Vídni oženil s hraběnkou Marie Terezií von Gudenus (1875–1940). Měli spolu syna a dceru:
- Karl Josef (14. 8. 1906 Nová Horka – 31. 1. 1943), padl v řadách Wehrmachtu v bitvě u Stalingradu, [2] manž. 1937 Františka Daublebská ze Sternecku (21. 10. 1909 Bílovec –  17. 6. 1995 Vídeň)[4]
- Eleonora (11. 6. 1910 Mühlbach – 12. 5. 1996 Nettlebed), I. manž. 1940 Jobst-Heinrich von Reinhard (29. 12. 1907 Kaliningrad – 20. 3. 1943), zahynul v ruském zajetí, II. manž. 1947 Claud-Dangar Daly (25. 2. 1884 – 4. 9. 1950)[4]

Moritz Vetter-Lilie vystudoval práva a začínal jako koncipient v různých úřadech (od roku 1879 konceptní praktikant na Českém místodržitelství, později v Sušici a Teplicích). Od roku 1882 působil na Moravě v Uherském Hradišti. Od roku 1886 pracoval na ministerstvu vnitra. Zastával četné veřejné funkce. V roce 1889 jmenován okresním hejtmanem v Boskovicích a roku 1892 čestným občanem městyse Blanska. Později pracoval na místodržitelství v Brně. Následně odešel ze státní služby. Dodatečně také na Vídeňské univerzitě vystudoval medicínu.
Na konci století se zapojil i do celostátní politiky. Ve volbách do Říšské rady roku 1897 získal mandát na Říšské radě za velkostatkářskou kurii. Do parlamentu byl zvolen jako kandidát centristické Strany středního velkostatku. Mandát obhájil ve volbách do Říšské rady roku 1901. K roku 1907 se profesně uvádí jako c. k. tajný rada, komorník a předseda Poslanecké sněmovny Říšské rady. Do funkce předsedy sněmovny byl zvolen roku 1901, nejprve na několik prvních týdnů po ustavení nové sněmovny, pak na celé zasedání (funkční období).
V doplňovacích volbách roku 1900 (když se mandátu vzdal Karel Emanuel ze Žerotína) byl zvolen do Moravského zemského sněmu v kurii velkostatkářské. Mandát obhájil v řádných zemských volbách v roce 1902 a zemských volbách v roce 1906.
V parlamentních volbách v roce 1920 získal senátorské křeslo v československém Národním shromáždění za německé křesťanské sociály a v senátu zasedal do roku 1925. Profesí byl statkářem a lékařem v Nové Horce.
Po roce 1925 se stáhl z politického života, i vzhledem k věku.